# Christopher Iza
Christopher Iza Soler más conocido como Christopher Iza (nacido el 28 de abril de 1995, Aspe (Alicante), España) es un baloncestista profesional español.

## Trayectoria deportiva
Es un jugador natural de Aspe (Alicante) que comenzó a jugar desde los 11 años en el CB Aspe, llamando la atención por su altura, firmó por el CB Lucentum Alicante, dónde mejoró de forma exponencial llevándole a disputar su primer año de cadete en el FIAT Mutua Joventut de Badalona. Posteriormente formó parte del cadete B del Joventut de Badalona y al año siguiente fichó por el Cajasol de Sevilla dónde continuó su formación durante dos años más y con el que jugaría 5 partidos con el filial de Liga EBA durante la temporada 2011-12.
Más tarde, se desplazó hasta Valladolid, para continuar su trayectoria en el Blancos de Rueda Valladolid, situación que en 2013 terminó con el pívot en el Club Baloncesto Zamora con tan solo 17 años. Durante la temporada 2015-16 lograría ascender de Liga EBA a Liga LEB Plata y consolidarse en la categoría con el conjunto zamorano.
Durante la temporada 2017-18, promedia en Liga LEB Plata la cifra de 8.5 puntos, 6.4 rebotes y cerca de 10 puntos de valoración en 22 partidos.
En julio de 2020, tras siete años a las órdenes de Saulo Hernández, más de 200 partidos y casi 4.000 minutos a sus espaldas, decide poner fin en su etapa en el Club Baloncesto Zamora.
El 21 de agosto de 2020, firma con el Real Murcia Baloncesto para jugar en Liga LEB Oro, lo que sería su debut en la segunda categoría del baloncesto español.
Un mes después de su fichaje por el Real Murcia Baloncesto, el 21 de septiembre de 2020, se hace oficial su marcha del conjunto murciano antes del comienzo de la liga.